# Mistrzostwa Polski w Skokach Narciarskich 1999
74. Mistrzostwa Polski w Skokach Narciarskich – zawody o mistrzostwo Polski w skokach narciarskich, które odbyły się w dniach 12-14 lutego 1999 roku na skoczni Skalite w Szczyrku i Malinka w Wiśle.
W konkursie indywidualnym na skoczni normalnej zwyciężył Adam Małysz, srebrny medal zdobył Łukasz Kruczek, a brązowy – Marek Gwóźdź. Na dużym obiekcie najlepszy okazał się Robert Mateja przed Małyszem i Kruczkiem.
Konkurs drużynowy na normalnej skoczni wygrał zespół WKS Zakopane w składzie: Wojciech Skupień, Marek Gwóźdź i Marcin Bachleda.

## Wyniki

### Konkurs indywidualny na normalnej skoczni (Szczyrk, 12.02.1999)
| Miejsce | Zawodnik             | Klub                | Skok 1 | Skok 2 | Punkty |
| ------- | -------------------- | ------------------- | ------ | ------ | ------ |
| 1.      | Adam Małysz          | KS Wisła Wisła      | 87,0   | 77,0   | 219,5  |
| 2.      | Łukasz Kruczek       | LKS Klimczok Bystra | 85,5   | 75,5   | 211,5  |
| 3.      | Marek Gwóźdź         | WKS Zakopane        | 85,0   | 75,0   | 206,5  |
| 4.      | Wojciech Skupień     | WKS Zakopane        | 80,5   | 75,5   | 198,5  |
| 5.      | Marcin Bachleda      | WKS Zakopane        | 80,5   | 73,5   | 194,5  |
| 6.      | Robert Mateja        | TS Wisła Zakopane   | 84,5   | 66,5   | 186,5  |
| 7.      | Krystian Długopolski | Start Zakopane      | 76,5   | 74,5   | 185,5  |
| 8.      | Maciej Mroczkowski   | TS Wisła Zakopane   | 71,5   | 75,0   | 178,5  |

### Konkurs drużynowy na normalnej skoczni (Szczyrk, 13.02.1999)
| Miejsce | Klub                 | Zawodnik              | Nota zespołu |
| ------- | -------------------- | --------------------- | ------------ |
| 1.      | WKS Zakopane I       | Wojciech Skupień      | 643,5        |
| 1.      | WKS Zakopane I       | Marek Gwóźdź          | 643,5        |
| 1.      | WKS Zakopane I       | Marcin Bachleda       | 643,5        |
| 2.      | Start Zakopane       | Krystian Długopolski  | 628,5        |
| 2.      | Start Zakopane       | Grzegorz Sobczyk      | 628,5        |
| 2.      | Start Zakopane       | Andrzej Młynarczyk    | 628,5        |
| 3.      | LKS Klimczok Bystra  | Łukasz Kruczek        | 614,0        |
| 3.      | LKS Klimczok Bystra  | Mariusz Maciaś        | 614,0        |
| 3.      | LKS Klimczok Bystra  | Bartłomiej Nikiel     | 614,0        |
| 4.      | KS Wisła Wisła       | Adam Małysz           | 582,0        |
| 4.      | KS Wisła Wisła       | Tomisław Tajner       | 582,0        |
| 4.      | KS Wisła Wisła       | Wojciech Tajner       | 582,0        |
| 5.      | TS Wisła Zakopane I  | Robert Mateja         | 578,0        |
| 5.      | TS Wisła Zakopane I  | Tomasz Pochwała       | 578,0        |
| 5.      | TS Wisła Zakopane I  | Kazimierz Bafia       | 578,0        |
| 6.      | WKS Zakopane II      | Rafał Kuchta          | 533,5        |
| 6.      | WKS Zakopane II      | Mirosław Białobrzeski | 533,5        |
| 6.      | WKS Zakopane II      | Krzysztof Mroczkowski | 533,5        |
| 7.      | TS Wisła Zakopane II | b.d.                  | 486,5        |
| 8.      | WKS Zakopane II      | b.d.                  | 478,0        |

### Konkurs indywidualny na dużej skoczni (Wisła, 14.02.1999)
| Miejsce | Zawodnik           | Klub                | Skok 1 | Skok 2 | Punkty |
| ------- | ------------------ | ------------------- | ------ | ------ | ------ |
| 1.      | Robert Mateja      | TS Wisła Zakopane   | 107,0  | 110,5  | 245,0  |
| 2.      | Adam Małysz        | KS Wisła Wisła      | 105,5  | 107,5  | 237,9  |
| 3.      | Łukasz Kruczek     | LKS Klimczok Bystra | 104,5  | 106,5  | 234,8  |
| 4.      | Grzegorz Sobczyk   | Start Zakopane      | 98,5   | 104,5  | 215,9  |
| 5.      | Tomisław Tajner    | KS Wisła Wisła      | 98,0   | 102,5  | 212,4  |
| 6.      | Marcin Bachleda    | WKS Zakopane        | 96,5   | 101,5  | 206,9  |
| 7.      | Andrzej Młynarczyk | Start Zakopane      | 97,0   | 98,5   | 203,4  |
| 8.      | Wojciech Skupień   | WKS Zakopane        | 99,5   | 97,5   | 201,1  |